# Gao Sheng
Gao Sheng (en chino tradicional, 高昇; en chino simplificado, 高升; pinyin, Gāo Shēng; Shenyang, China; 10 de mayo de 1962) es un exfutbolista y entrenador de fútbol de China que jugaba en la posición de centrocampista.

## Carrera

### Club
| Periodo   | Club        |
| --------- | ----------- |
| 1983–1991 | Liaoning FC |
| 1991–1995 | Fujitsu SC  |

### Selección nacional
Jugó para China en 31 partidos entre 1983 y 1990 y anotó tres goles, participó en los Juegos Olímpicos de Seúl 1988, en la Copa Asiática 1988 y en dos ediciones de los Juegos Asiáticos.

## Vida personal
Gao se casó con una mujer japonesa a mediados de los años 1990. Su hijo Takahiro Ko (高 宇洋 Kō Takahiro?), actualmente juega en el Gamba Osaka.

## Logros

### Jugador
Liaoning
- Chinese National League / Liga Jia-A: 1985, 1987, 1988, 1990, 1991
- Copa de China de fútbol: 1984, 1986
- Asian Club Championship: 1989–90[4]

## Estadísticas

### Goles con selección nacional
| N.º | Fecha     | Sede                                   | Rival           | Gol | Resultado | Torneo             |
| --- | --------- | -------------------------------------- | --------------- | --- | --------- | ------------------ |
| 1   | 2-6-1988  | Mizuho Athletic Stadium, Nagoya, Japón | Japón           | 2–0 | 3–0       | Copa Kirin         |
| 2   | 4-12-1988 | Qatar SC Stadium, Doha, Catar          | Siria           | 1–0 | 3–0       | Copa Asiática 1988 |
| 3   | 27-7-1990 | Workers Stadium, Beijing, China        | Corea del Norte | 1–0 | 2–0       | 1990 Dynasty Cup   |